# Флаг Удельной
Флаг Уде́льной — официальный символ муниципального образования «Городское поселение Удельная» Раменского муниципального района Московской области Российской Федерации.
Утверждён 25 октября 2007 года и внесён в Государственный геральдический регистр Российской Федерации под номером 3715.
Составлен на основе герба городского поселения Удельная по правилам и подходящим традициям вексиллологии и отражает исторические, культурные, общественные, национальные и другие местные традиции.

## Описание
Прямоугольное полотнище с соотношением ширины к длине 2:3, с диагональным крестом белого цвета (с шириной плеча — 1/6 ширины полотнища), образованные которым углы полотнища красного (вверху), зелёного (внизу) и голубого цветов; в центре каждого угла — межевой столб жёлтого цвета с заострённым верхним концом и прямоугольной выемкой в сторону древка; на белом кресте — расположенные на плечах креста два василька с тремя голубыми цветками на зелёных стеблях.

## Обоснование символики
Вновь образованное городское поселение Удельная является приёмником посёлка Удельная, возникшего в конце XIX века как дачное место москвичей на землях Удельного ведомства, откуда и возникло название посёлка. Удельное ведомство было создано в 1797 году для управления владениями царской семьи. В дальнейшем это ведомство вошло в состав Министерства императорского двора. Чиновники этого учреждения имели особые (но, гражданские) мундиры. Золотое шитьё этих мундиров «…изображало гирлянду из хлебных колосьев и васильков». На пуговицах этих мундиров изображался российский государственный орёл: «…Орёл представлен сидящим на двух снопах, означающих главный предмет, на котором основаны доходы департамента уделов». (Закон от 8 июля 1805 г.).
Флаг городского поселения, разделённый на 4 части (уделы), аллегорически указывает на принадлежность этих земель Удельному ведомству и косвенно — на название самого поселения. Хлебные снопы, повторяющие одну их главных фигур эмблемы чиновников Удельного ведомства, показывают историческую связь современного поселения с его прошлым.
Хлебный сноп имеет многозначное символическое значение:
- Единство и связь
- Урожай, плодородие, достаток

Межевые столбы, служащие для обозначения границ в лесо- и землепользовании, подчёркивают самостоятельность каждого удела и его документированный статус (обозначенный надписью на столбе).
Фигура столба многозначна:
- Постоянство и уверенность
- Поддержка и опора.
- Связующее звено между землёй и небом.

Цвета на флаге несут определённую символическую трактовку:
- Красный цвет символизирует мужество, жизнеутверждающую силу, красоту, праздник, труд.
- Синий цвет (лазурь) символизирует возвышенные устремления, искренность, преданность, возрождение.
- Зелёный цвет символизирует весну, здоровье, природу, надежду.
- Жёлтый цвет (золото) символизирует высшую ценность, величие, великодушие, богатство, урожай.
- Белый цвет (серебро) символизирует чистоту, ясность, открытость, божественную мудрость, примирение.